# Participe présent en français
Le participe présent est un mode impersonnel de la conjugaison des verbes français. Il donne au verbe une valeur d'adjectif. Il est le plus souvent actif. Il sert également à construire le gérondif.

## Règles de formation

### Principe général
Le radical du participe présent est le radical atone du présent de l'indicatif, c'est-à-dire celui de la 1re personne du pluriel. La terminaison est -ant.
Exemples :
- aimer : nous aim-ons → aimant
- manger : nous mange-ons → mangeant
- lancer : nous lanç-ons → lançant
- finir : nous finiss-ons → finissant
- voir : nous voy-ons → voyant
- boire : nous buv-ons → buvant
- prendre : nous pren-ons → prenant
- venir : nous ven-ons → venant
- mettre : nous mett-ons → mettant
- lire : nous lis-ons → lisant
- vivre : nous viv-ons → vivant
- naître : nous naiss-ons → naissant
- asseoir : nous assey-ons → asseyant
- craindre : nous craign-ons → craignant
- vaincre : nous vainqu-ons → vainquant

### Exceptions
Il n'y a que trois exceptions, toutes sur le radical :
- être : étant
- avoir : ayant
- savoir : sachant

## Gérondif
Le gérondif est un mode impersonnel de la conjugaison des verbes français. Il donne au verbe une valeur d'adverbe. Il est, pour tous les verbes, construit avec la préposition en suivie du participe présent.